# 大（小）刀剜心
大刀剜心，又稱大膽穿心，象棋杀招之一，指车在其他子力配合下吃中心士，再將死對方的殺法；如用兵（卒）殺中心士则稱「小刀剜心」。